# فرعون
| O1 · O29 |

| O1 · O29 |

واژه فِرعَون لقبی است که در دوره متأخر برای نام بردن از فرمانروایان سلسله‌های مصر باستان به‌کار می‌رود. هر چند، از نظر تاریخی فرعون فقط در طی پادشاهی نوین مصر، به ویژه در میانه دودمان هجدهم مصر، پس از سلطنت حتچپسوت به عنوان لقبی برای پادشاهان مورد استفاده قرار گرفت.
فرعون مدیر ارشد، رئیس ارتش، و فرمانروای کل مصر تلقی می‌شده‌ است. او همچنین پسر رع به‌شمار می‌آمده. واژه فرعون از ریشه قبطی «پِرآ» به معنای «خانهٔ بزرگ» است؛ اشاره‌ای به این واقعیت که فرعون‌ها خود را پناهگاه مردم می‌دانستند و برای خود کاخ‌های بزرگ پادشاهی داشتند. با آنکه در واقع این واژه اشاره به کاخ پادشاهی فرمانروا می‌کرد، تا هنگام توتمس سوم (۱۴۲۵–۱۴۷۹ پ. م) در پادشاهی نوین، دیگر به عنوان نامی برای شخص فرمانروا به کار گرفته می‌شد.
نخستین شخصی که در تاریخ مصر باستان به نام فرعون مشهور است، شخصی است به نام پادشاه عقرب که نام اصلی وی مشخص نیست؛ ولی در نقشی که از او روی یک گرز سنگی وجود دارد، عقربی روبروی صورت او دیده می‌شود و به این دلیل او را به این نام می‌خوانند. از فراعنهٔ مشهور مصر می‌توان خوفو، خفرع، منکورع، شهبانو حتچپسوت، آمنهوتپ سوم، آخناتون، توت‌آنخ‌آمون، توتمس سوم، هرمهب و رامسس دوم را نام برد. در میان تمامی این فراعنه، خوفو، خفرع و منکورع به خاطر ساختن اهرام ثلاثه، توتمس سوم، آمنهوتپ سوم و رامسس دوم به خاطر قدرت بیش از حد در اداره کشور و کشورگشایی، شهبانو حتچپسوت بخاطر اصلاحات بسیار وسیع و بخاطر این که (او نخستین کسی است که مکان مقبره خود را از هرم به دره پادشاهان تغییر داد)، آخناتون به خاطر مخالفت و ضدیت با تمام عقاید فراعنه گذشته و ساختن شهر آخن آتون (افق آتون) به همین منظور، توت‌آنخ‌آمون به خاطر مرگ عجیبش در سن هیجده سالگی و گنجینه دست‌نخوردهٔ مقبره خود و هرمهب به خاطر بازگشت به آمون‌پرستی پس از آخناتون بیش از بقیه فراعنه شهرت دارند.

## فرعون در قرآن
در قرآن از فرمانروای زمان موسی در مصر، با عنوان فرعون یاد شده‌است؛ ولی از فرمانروای زمان یوسف در مصر، با عنوان پادشاه (مَلِک) یاد شده‌است. بسیاری از مورخان اسلامی باور دارند که رامسس دوم فرعون هم‌عصر موسی بوده‌است. بعضی هم گفته‌اند پسر او مرنپتاه فرعون هم‌عصر موسی بوده‌است. همچنین برخی مورخین آخناتون را فرعون هم‌عصر یوسف می دانند.
پژوهش در مورد رامسس دوم
از جمله محمد بیومی مهران، استاد برجسته دانشگاه اسکندریه، در مقاله‌اش پس از بررسی نظرات و دلایل پژوهشگران مختلف، «رامسس دوم» را یکی از فرعون‌های معاصر موسی می‌داند. در زمان ابراهیم نبی نیز ابراهیم به فرعون مصر برخورد کرد که در احادیث عهد عتیق و اسلامی نیز آمده. همچنین آورده‌اند پیامبر اسلام به فرعون مصری نامه داد.